# Carnet de schițe
Carnet de schițe este un film românesc din 1966 regizat de Silvia Armașu.